# Lasiochalcidia gracilantenna
Lasiochalcidia gracilantenna är en stekelart som beskrevs av Liu 2002. Lasiochalcidia gracilantenna ingår i släktet Lasiochalcidia och familjen bredlårsteklar. Inga underarter finns listade i Catalogue of Life.